# WWVB

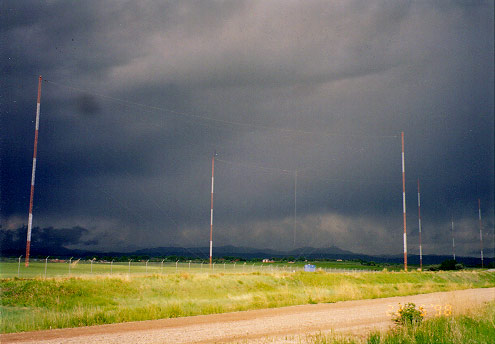
WWVBのアンテナ

WWVBは、アメリカ合衆国コロラド州フォートコリンズにある、アメリカ国立標準技術研究所(NIST)が管轄する長波無線局である。
WWVBとは呼出符号であるが当該無線局そのものも指す。同地に併設するWWV、ハワイにあるWWVHの2つの短波局とともに、正確な周波数の電波（標準周波数）および協定世界時(UTC(NIST))などを、アメリカを中心に世界中に供給する。また、北米で利用される多くの電波時計の参照元であり、WWVBの電波を利用して時計を構成する。精度は局内の原子時計に由来し、10-12秒単位の精度を持つ「1秒」を供給する。

## 概要
WWVはメリーランド州ゲイサーズバーグにあるアメリカ国立標準技術研究所付属物理測定研究所の時間・周波数部門が監督し、コロラド州フォートコリンズに送信所を設置している。
アメリカ国内には複数の標準時があるため、WWVBでは「公式米国時間」、すなわちアメリカにおける周波数、時間間隔等の国家標準とされる、協定世界時スケール(UTC(NIST))を通報している。
UTC(NIST)を生成する、国立標準技術研究所付属物理測定研究所（ボルダー研究所）で生成された時刻系と送信所のセシウム原子時計が生成する時刻系を同期・参照することで、その精度を担保している。また、必要に応じて夏時間のオフセットにも対応する。
2011年現在、WWVBを参照元としている電波時計や電波時計内蔵腕時計が約5000万個あると推測される。
| 無線局 | 運用開始（年） | 現況       | 標準 周波数(電波)の発出 | 標準周周波数(音声信号)の発出 | 可聴周波数信号の発信 | 秒信号の送信 | 標準時の送信 | UT2との誤差情報 | GPS伝搬障害情報 | NOAA宇宙天気予報のジオアラート |
| ------ | -------------- | ---------- | ----------------------- | ---------------------------- | -------------------- | ------------ | ------------ | --------------- | --------------- | ------------------------------ |
| WWV    | 1923           | 運用中     | ✔                       | ✔                            | ✔                    | ✔            | ✔            | ✔               | ✔               | ✔                              |
| WWVH   | 1948           | 運用中     | ✔                       | ✔                            | ✔                    | ✔            | ✔            | ✔               |                 | ✔                              |
| WWVB   | 1963           | 運用中     | ✔                       |                              |                      | ✔            | ✔            | ✔               |                 |                                |
| WWVL   | 1963           | 1972年廃止 | ✔                       |                              |                      |              |              |                 |                 |                                |

## 沿革

### 長波・超長波通信と標準電波
長波(LF)や超長波(VLF)は古来より、正確な周波数や時刻の供給を行うことを目的とする標準電波としてとして使用されてきた。
1904年、アメリカ海軍天文台（USNO）が航海援助用としてボストン市から時報を放送しており、この頃からLFやVLFが比較的低い電力で広範囲をカバーできることが知られるようになり、のちにLF帯やVLF帯はロランCのような無線航行に応用された。
1920年に開局したアメリカ国立標準局（NBS、のちのNIST）の実験局の一つであるWWVは1922年に標準周波数局に転用され、1923年1月29日に200～545 kHzの周波数で初の試験電波を実施した。1923年3月6日、550～1,500 kHzの7つの帯域からなる標準周波数局として、WWVの定期運用が開始された。

### 実験局『KK2XEI』とWWVBの黎明
WWVBの歴史は1956年7月に開局した実験局『KK2XEI』から始まる。
当時、短波局であるWWVは10-9単位の周波数精度があるとされていたが、電離層の影響により、最大で4×10-8の周波数精度の誤差が生じることがあった。そのため、電離層の影響を受けにくいLF帯による標準周波数局の実験を行う目的にKK2XEIが開局した。
KK2XEIはコロラド州ボルダーから、ボルダー研究所にある、国家標準の原子時計に同期した原子時計で周波数 60 kHz、実効放射電力（ERP）1.4Wで送信していた。この実験局の目的は、電波経路が安定していること、低周波数での周波数精度の誤差が小さいことを示すことであった。
微弱局でありながらも、その電波はマサチューセッツ州のハーバード大学でも受信ができた。1957年1月に記録されたデータによれば、周波数精度は、標準時系を生成するボルダー研究所の、国家標準とされた原子時計と比較し、その誤差が10-10オーダー以内に収まっていた、とされる。このことから、KK2XEIの当初の目的は達成された。
試験放送の成功を受けて、KK2XEIにWWVBの識別符号が交付され、正式運用が開始された。また、WWVの姉妹局としてVLF局WWVLの識別符号が交付され、1960年4月にコロラド州サンセットから20 kHzの標準電波の送信を開始した。VLF(20 kHz)で全世界をカバーし、LF(60 kHz)でアメリカ国内をカバーする想定であった。
1962年、コロラド州フォートコリンズ近郊の土地で新送信所の建設に着工した。この地は、アルカリ性土壌という高い導電率に加え、伝搬障害になりうるロッキー山脈から距離が離れており、西海岸方向への伝搬障害を回避できると考えられた。また、ボルダー研究所とは約80 km離れており、LFやVLFの電波が施設に影響を与えにくく、かつ局内の原子時計を制御しやすい距離にあるため、「遠すぎず、近すぎず」の関係であった。
この敷地にはWWVBと、サンセットから移転したWWVL（20 kHz）の送信所が建設され、のちにWWVの本局も同地に移転した。
WWVBは1963年7月4日に周波数60 kHz, 出力5 kWで送信を開始した。同年8月にはWWBLが周波数20 kHz, 出力500 Wに諸元を変更した。
1965年には二進化十進表現によるタイムコードが実装され、報時が開始された。当初の利用者が少なかったが、タイムコードが電波時計の較正使用されるようになったため、このタイムコードが今日、最も利用される機能となった。
1972年にWWVLが閉局となって以降、WWVBはWWVLの役割を引き継ぎ、米国唯一の長波標準電波局としてだけでなく、将来的には全世界の標準電波をもくろんでいた。

### WWVBの大規模改修
一方で、WWVBの出力は5 kW, 7 kW, 13 kWと段階的に引き上げられたが、1990年代まで、送信フォーマットや機器更新をほとんど行なかった。また、WWVBの電波使用目的のほとんどが周波数較正にしか使われておらず、適切な更新が行われなかった。
1994年2月7日、濃霧と寒波によりアンテナが凍結し、約30時間にわたってWWVBが停波するという事故を受けて、WWVBの送信系の更新が必要となった。また、当時のヨーロッパでは、イギリスのMSFやドイツのDCF77などの標準電波を利用した低価格の電波時計が流通し始めていた。電波時計は専用の受信機や高感度アンテナを使用せずとも時刻の較正ができる代物であったが、当時のヨーロッパの標準電波の出力は弱いため、そのカバーエリアは限られていた。
「WWVBの信号をより強くすれば間違いなく、アメリカ全土でも電波時計が使えるだろう」という判断、そして全世界におけるWWVBの存在力の向上のために、WWVBの大規模改修、時に出力をさらに向上させる方針となった。
アメリカ海軍通信部隊の支援や物品供与を受け、1998年にWWVBの大規模改修が行われた。1999年には50 kWに、そして2005年には70 kWに増強され、アメリカ国内でも電波時計が利用できるようになった。

### WWVBの2波化、位相変調方式の導入
WWVBはアメリカ東海岸での電波が弱く、また都市圏の存在、海外波の混信により受信環境によっては受信が困難が状況であった。
2009年、東海岸に2局目の長波標準周波数報時局の建設を検討する話が上がった。この新局はイギリスMSF局の混信を受けるため、また受信状況が悪かった東海岸の環境を改善するとともに、送信所のシステムダウンや天候等による停波など、標準電波供給の冗長性を確保するためのものであった。このような運用を行う場合、一般的には別の周波数で運用することとなる。
例えば、40kHzであれば、日本の標準電波であるJJYがすでに長波標準周波数報時局の複数運用を行い、40/60kHzの2波対応の電波時計受信機を実用化・販売しているため、アメリカでの運用・導入は行いやすい。一方で、スイスの標準電波であるHBGがすでに閉局しているため、海外波との混信の受けにくい75 kHzの利用も可能と考えられた。
具体的にはアラバマ州ハンツビルのレッドストーン兵器廠の敷地内に送信所を設置する計画が上がったが、隣接するマーシャル宇宙飛行センターが高出力電波への影響の懸念から反対を表明、加えて2009年に実施された「ARRA景気刺激策」による資金供給が停止したため、新局の建設話は立ち消えとなった。
2012年、サービス向上のため現在地から2波目の標準電波供給を行うか、WWVB搬送波に位相変調を加える方式を採用するかの2つが検討された。ドイツの標準電波DCF77やフランスのTDFの時報で実用化された位相変調の導入が決定された。位相変調を併用することで、情報量を増やすことができ、かつ現行方式の振幅変調方式のタイムコードよりもノイズに強くなった。
2019年に、アメリカ国立標準技術研究所の予算削減のため、WWVBを含む標準電波局をすべて廃止する予算案が計画されていたが、最終的には存続の方針となり、今日に至る。

## アンテナ諸元
| WWVのアンテナ位置 (WGS84) | WWVのアンテナ位置 (WGS84)                                                 |
| ------------------------- | ------------------------------------------------------------------------- |
| 北塔                      | 北緯40度40分50.6秒 西経105度03分01.7秒 / 北緯40.680722度 西経105.050472度 |
| 南塔                      | 北緯40度40分28.9秒 西経105度02分42.3秒 / 北緯40.674694度 西経105.045083度 |

アンテナは122 mのタワー柱4本でトップロードモノポールアンテナを吊り下げ、そのダウンリードを送信用エレメントとして使用している。このアンテナを2つ、位相配列することにより送信している。
各送信機室にはデュアル固定可変インダクターを備えており、フィードバック制御回路を介して送信機と自動的にマッチングすることで、アンテナシステムを最大放射効率に保つことができる。
これにより、本来、1,250メートルの高さが必要な1/4波長アンテナを小型化している。
1990年代には、閉局したWWVLの送信設備を流用し、改修の上、WWVBの送信系に組み入れることで、2個送信系による出力50 kW（のちに70 kWに）の高出力電波を発射できるようになったほか、放送設備のメンテナンス中でも停波せずに、1個送信系による出力27 kWの減力放送のみで、標準電波を維持することも可能となった。

## 送信フォーマット
WWVBは二進化十進表現によるタイムコードを1秒間に1ビットでデータを送信し、60秒かけて1セットのデータを送信し、現在時刻および日付（年の下2桁、月、日）を供給している。このタイムコードは、1962年からマイナーチェンジしながら使用されている、従来の振幅変調タイムコードと、2012年末に追加された位相変調タイムコードの2種類がある。送信されるデータはいずれも、そのデータを受信した次の00秒のデータであるため、時計側で調整が必要となる。

### 振幅変調
振幅変調により送信される信号には、以下の3通りがある。ここでは、「高出力」は定格の空中線電力(70 kW)、「低出力」は17dBまで減力した空中線電力（1.4 kW）を意味する。この方法は、空中線電力変化に差があれど、日本のJJYと類似の方法である。
- 「0」ビット - 0.8秒高出力の後、0.2秒低出力
- 「1」ビット - 0.5秒高出力の後、0.5秒低出力
- 「ポジションマーカー」 - 0.2秒高出力の後、0.8秒低出力

毎分0、9、19、29、39、49、59秒の各秒および次の0秒の1秒前（うるう秒の場合のみ対応し、58秒または60秒）にポジションマーカーが送信される。残りの53ビットで時刻の情報を表す。アメリカの国家標準となる協定世界時スケール(UTC(NIST))による0秒のマーカーを送信した時点の分、時、1月1日からの通算日（1月1日を1とする）、年（西暦下2桁）、曜日は二進数に変換する「二進化十進表現」（BCD）で表現される。
出力 50 kWで送信していた2005年7月12日までは、「低出力」は10dBまで減力した空中線電力（5 kW）をもって対応していた。70 kW化の際、出力差を拡大することによって、その利得を増すことでさらなる高出力化を抑えることができたとされる。

### 位相偏移変調
搬送波を位相偏移変調することにより、振幅変調タイムコードとは独立したタイムコードが送信される。搬送波の位相を1秒間反転（180°位相シフト）させることで「1」ビットの符号化が定義される。一方でこの位相をシフトさせないことで「0」ビットの符号化が定義される。位相シフトは、それぞれが対応する秒の0.1秒後に開始され、キャリアの振幅が小さいときに遷移している:2–4。
位相変調タイムコードの導入によって、より明確に「1」と「0」が表現できるため、WWVBの電波が弱く、イギリスの標準電波であるMSFとの混信が起こるアメリカ東海岸でも明確に受信することができる。
一方で、位相変調タイムコードには振幅変調タイムコードに挿入されている、「ポジションマーカー」のようなマーカーは存在しない。代替として、各分59秒から次の分の12秒までに送信されるデータビットに、単一の「固定同期パターン」が挿入されている。
また、振幅変調タイムコードの「ポジションマーカー」部分は0.2秒間のみ高出力状態となるため、その時間内に位相変調を解読することは困難なため、うるう秒がない場合は0秒、9、19、29、39、49、59秒の「ポジションマーカー」に分情報などの重要情報を重畳せずに送信している。また、ハミング符号やパリティビットなどの誤り訂正符号・検出符号を備える。

#### 搬送波位相追跡型受信機への対応
位相変調信号は、搬送波の振幅のみを検出する一般的な電波時計には影響しないが、搬送波の位相を追跡する一部の受信機に影響を及ぼすことがある。
開始当初、搬送波位相追跡型受信機を調整する時間を確保するため、位相変調タイムコードは、山岳標準時（UTC 7:00と19:00）の正午と真夜中から30分間の、毎日2回が省略されており、この間に搬送波位相の較正が行われていた。この対応は2013年3月21日に終了した。

### 局名告知
WWVBでは日本のJJYのようなモールス信号などによる局名告知を行っていない。かつて、位相変調タイムコードの追加される以前は、毎時10分にWWVBの搬送波の位相を45度進め、5分後に-45度進めて元に戻すことで識別していた。この位相変化は、60kHzの搬送波サイクルの1/8、つまり約2.08μsを「カット＆ペースト」することに相当するものであった。
この方式は、VLF帯やLF帯の狭帯域高出力送信機で、他の介在要因によって、音声告知やモールス信号など、通常のコールレターの送信方法がとれない場合において一般的とされていた。
しかし2012年末に位相変調タイムコードが追加された際、この識別方式は廃止され、タイムコードそのものが識別子となった:2。

## 振幅変調タイムコード
WWVBは毎分ごとに現在の時刻等を「0」、「1」、「ポジションマーカー」を用いた二進化十進表現化して送信している。このタイムコードはIRIGタイムコードに基づき、一部変更が加えられている。
- 毎分0、9、19、29、39、49、59の各秒および次の0秒の1秒前（通常は59秒のポジションマーカーで代替。うるう秒の場合は58秒または60秒）にポジションマーカーが送信される（先述）。ポジションマーカーを2回連続で送信した2回目が「分信号」として、分の開始にあたる。
- うるう秒の場合、59、60、0秒と3回連続で送信され、3回目が「分信号」として、分の開始にあたる。
- 未使用領域は常に「0」を送信する。
- 残りの42ビットをもってタイムコードを送信する。

タイムコードは常に、分信号が送信された分の時間情報を送信しており、UTCでその瞬間に時計が表示すべき時刻の時間と分と一致する（タイムゾーンや夏時間のオフセットの適用は考慮しない）。
以下に振幅変調タイムコードの例を提示する。水色が搬送波の高出力（0 dB）、紺色が低出力（-17 dBr）を表現したものである。先述の通り、高出力の時間に合わせて「0」、「１」、「ポジションマーカー」を表現し、１ビット/秒の信号を構成、これを60秒送信することで一つのタイムコードを形成する。
上記の例を解読すると以下の通りとなる
- 年：（20）08年
- 1月1日からの通算：66日目＝3月6日
- 時刻：07:30:00 UTC
- DUT1：UTCに対して 0.3 秒早い（UT1は07:29:59.7となる。）
- 現在、DST（夏時間）は実施されず、当日24:00:00UTCに実行予定はない。
- 閏秒の挿入予定はない。
- 今年は閏年である。

下表は各ビットの「重みづけ」、「ビット意味」を開設するとともに、上記タイムコードの解読例を例示する。
| 秒ビット | 重み | データの意味               | 例 |     | 秒ビット | 重み                                                  | データの意味 | 例  |     | 秒ビット                                                                | 重み | データの意味 | 例 |
| :00      | FRM  | フレームマーカー（分信号） | M  | :20 | 0        | 未使用常に"0"                                         | 0            | :40 | 0.8 | DUT1 の絶対値 DUT1 = UT1−UTC.                                           | 0    |              |    |
| :01      | 40   | 分(00–59)                  | 0  | :21 | 0        | 未使用常に"0"                                         | 0            | :41 | 0.4 | DUT1 の絶対値 DUT1 = UT1−UTC.                                           | 0    |              |    |
| :02      | 20   | 分(00–59)                  | 1  | :22 | 200      | 1月1日からの 通算日                                   | 0            | :42 | 0.2 | DUT1 の絶対値 DUT1 = UT1−UTC.                                           | 1    |              |    |
| :03      | 10   | 分(00–59)                  | 1  | :23 | 100      | 1月1日からの 通算日                                   | 0            | :43 | 0.1 | DUT1 の絶対値 DUT1 = UT1−UTC.                                           | 1    |              |    |
| :04      | 0    | 分(00–59)                  | 0  | :24 | 0        | 1月1日からの 通算日                                   | 0            | :44 | 0   | 未使用常に"0"                                                           | 0    |              |    |
| :05      | 8    | 分(00–59)                  | 0  | :25 | 80       | 1月1日からの 通算日                                   | 0            | :45 | 80  | 年の下２桁 (00–99)                                                      | 0    |              |    |
| :06      | 4    | 分(00–59)                  | 0  | :26 | 40       | 1月1日からの 通算日                                   | 1            | :46 | 40  | 年の下２桁 (00–99)                                                      | 0    |              |    |
| :07      | 2    | 分(00–59)                  | 0  | :27 | 20       | 1月1日からの 通算日                                   | 1            | :47 | 20  | 年の下２桁 (00–99)                                                      | 0    |              |    |
| :08      | 1    | 分(00–59)                  | 0  | :28 | 10       | 1月1日からの 通算日                                   | 0            | :48 | 10  | 年の下２桁 (00–99)                                                      | 0    |              |    |
| :09      | P1   | マーカー                   | M  | :29 | P3       | 1月1日からの 通算日                                   | M            | :49 | P5  | 年の下２桁 (00–99)                                                      | M    |              |    |
| :10      | 0    | 未使用常に"0"              | 0  | :30 | 8        | 1月1日からの 通算日                                   | 0            | :50 | 8   | 年の下２桁 (00–99)                                                      | 1    |              |    |
| :11      | 0    | 未使用常に"0"              | 0  | :31 | 4        | 1月1日からの 通算日                                   | 1            | :51 | 4   | 年の下２桁 (00–99)                                                      | 0    |              |    |
| :12      | 20   | 時 (00–23)                 | 0  | :32 | 2        | 1月1日からの 通算日                                   | 1            | :52 | 2   | 年の下２桁 (00–99)                                                      | 0    |              |    |
| :13      | 10   | 時 (00–23)                 | 0  | :33 | 1        | 1月1日からの 通算日                                   | 0            | :53 | 1   | 年の下２桁 (00–99)                                                      | 0    |              |    |
| :14      | 0    | 時 (00–23)                 | 0  | :34 | 0        | 未使用常に"0"                                         | 0            | :54 | 0   | 未使用常に"0"                                                           | 0    |              |    |
| :15      | 8    | 時 (00–23)                 | 0  | :35 | 0        | 未使用常に"0"                                         | 0            | :55 | LYI | 閏年のとき"1"                                                           | 1    |              |    |
| :16      | 4    | 時 (00–23)                 | 1  | :36 | +        | DUT1 の正負 +の場合、36秒、38秒が"1" −の場合37秒が"1" | 0            | :56 | LSW | 月末に閏秒実施のとき"1"                                                 | 0    |              |    |
| :17      | 2    | 時 (00–23)                 | 1  | :37 | −        | DUT1 の正負 +の場合、36秒、38秒が"1" −の場合37秒が"1" | 1            | :57 | 2   | DST の状態"00" = 未実施. "10" = 本日開始. "11" = 実施中 "01" = 本日終了 | 0    |              |    |
| :18      | 1    | 時 (00–23)                 | 1  | :38 | +        | DUT1 の正負 +の場合、36秒、38秒が"1" −の場合37秒が"1" | 0            | :58 | 1   | DST の状態"00" = 未実施. "10" = 本日開始. "11" = 実施中 "01" = 本日終了 | 0    |              |    |
| :19      | P2   | マーカー                   | M  | :39 | P4       | マーカー                                              | M            | :59 | P0  | マーカー                                                                | M    |              |    |

### 告知ビット
WWVBではいくつかの秒ビットを用いて付加情報を提供している。
毎分55秒には「閏年」ビットが設定されている。通常は"0"であるが、閏年の年には"1"となる。その結果、1月1日からの通算日の60日目が「3月1日」でなく「2月29日」となり、12月31日が通算日366日となる。このビットによって、タイムコードに「世紀」の情報が含まれていなくても、グレゴリオ暦の閏年の法則に従って通算日を日付に変換することができる。
また、毎分56秒には「閏秒」ビットが設定されている。通常は"0"であるが、閏秒が実施される場合、UTCでは6月30日、12月31日の23時59分に閏秒が実施されるため、その月（6月、12月）の間は"1"となる。
毎分57秒・58秒はDST（夏時間）の状態を示す「DST変更」ビットである。毎日0時(UTC)にビット情報が更新されているが、57秒ビットはDSTの開始日・終了日に変更され、58秒ビットはその24時間後に更新する。57秒・58秒のビットが同一でない場合、その日の午前2時（現地時間）にDSTの開始・終了が行われたこととなる。
なお、厳密な定義では、UTCにおいて「その日の24:00 ZにDSTが適用される」場合、57秒ビットが"1"となる。また、「その日の00:00 ZにDSTが適用中」であった場合、58秒ビットが"1"となる。
DSTの変更ビットは、現地時間や夏時間の実施の有無によってその受信開始時間が変わり、最速では太平洋標準時16:00(PST)、最も遅くて東部夏時間20:00(EDT)に信号を受信する。
例えば、現地時間を表示する電波時計が東部標準時(UTC-5)帯で使用されている場合、夏時間が始まる7時間前と、夏時間が終わる6時間前に、電波時計がWWVBを受信してDST変更ビットの変更を拾うことで、「DST変更中」（DST is changing）を表示する。
中部標準時(UTC-6)、山岳標準時(UTC-7)、太平洋標準時(UTC-8)は東部標準時に対して1時間から3時間前倒して受信となる。なお、アメリカ国内のアラスカ標準時・ハワイ標準時(UTC-10)では夏時間が実施されていないため、DST機能は対応しない。
なお、DST変更ビットを受信した際に、自動的に反映するかどうかは受信する電波時計の機種による。たまたま変更日にDST変更ビットを受け取らなかった場合、その次のDST変更ビット更新を待たなければならない。

## 位相偏移変調タイムコード
位相偏移変調タイムコードは現在、振幅変調タイムコードとは完全に異なったものとして運用されている。唯一の共通点は60秒かけて1つのタイムコードが送信されることであるが、振幅変調タイムコードの「ポジションマーカー」部分には重要な情報に使用されない。

### タイドムコードの形式
時刻情報は、「世紀の分」、すなわち、その世紀が始まった瞬間(例として現在であれば、2001年1月1日00:00(UTC))を基準として、その通算の「分」を0～52595999（うるう年が24回しかない世紀では52594559）の範囲で、26ビットの二進化十進表現で伝送される。加えて5ビットのハミング符号を加えることで、1ビットもしくは2ビットの誤りを検出・訂正することができる31ビットの誤り訂正符号つき時刻情報となる。なお、同時には検出はできない。
また、振幅変調タイムコードと同様に閏秒やDSTの告知や、6ビットからなるDSTの予告情報も設けられている。
位相偏移変調タイムコードは以下のようにして送信される。
- 14ビット（0-12秒、59秒）は、同期固定パターンビットである（通常、内容は固定されており、0, 0, 0, 1, 1, 1, 0, 1, 1, 0, 1, 0, 0, 0）。
- 32ビットの時刻情報ビット群:
  - 最初の5ビット(13-17秒)はハミング符号による誤り訂正符号。
  - 26ビットは二進化十進表現による「世紀の通算分」 を送信（「1世紀の日数」にあたる36525日を分に換算した、0–52595999分の範囲で表現）。
  - 19秒ビットは46秒ビット（通算秒の下1桁）のコピー
- 5ビット（47, 48, 50-52秒）DST・閏秒情報ビット
  - うち2ビットは振幅変調タイムコードと同等のDST情報を送信。
  - 2ビットは閏秒情報を3通りの形で送信。
  - 6ビットは、当該5ビットにおける「奇数パリティビット」。
- 6ビット（53-58秒）は次回のDST変更情報のビット。
  - 2ビットは次の変更時刻を示すビット（1時/2時/3時、変更なし）
  - 3ビットは変更日（日曜日）を示すビット
  - 1ビットは、当該6ビットにおける「奇数パリティビット」。
- 1ビット（49秒）は"NISTからの通知(NIST notice)"
- 2ビット（29, 39秒）は予備

電波時計などの受信機が時刻を把握している場合は、個々のタイムコードを受信せずとも、固定同期パターンビットを用いることで時刻を同期できる。
位相偏移変調タイムコードの例を以下に提示する。同時に送信された振幅変調タイムコードも参照として提示する。
| 秒  | 振幅   | 例 | 位相偏移   | 意味                          | 例 |     | 秒          | 振幅 | 例       | 位相偏移                                        | 意味 | 例  |        | 秒 | 振幅        | 例              | 位相偏移 | 意味 | 例 |
| :00 | ﾏｰｶｰ   | M  | sync[12]   | 固定同期パターンビット        | 0  | :20 | —           | 0    | time[24] | 「世紀の通算分」 ＊29秒は予備 *19秒は46秒と同一 | 0    | :40 | DUT1   | 0  | time[6]     |                 | 0        |      |    |
| :01 | 分(10) | 0  | sync[11]   | 固定同期パターンビット        | 0  | :21 | —           | 0    | time[23] | 「世紀の通算分」 ＊29秒は予備 *19秒は46秒と同一 | 0    | :41 | DUT1   | 1  | time[5]     | 0               |          |      |    |
| :02 | 分(10) | 1  | sync[10]   | 固定同期パターンビット        | 1  | :22 | 通算日(100) | 0    | time[22] | 「世紀の通算分」 ＊29秒は予備 *19秒は46秒と同一 | 1    | :42 | DUT1   | 0  | time[4]     | 1               |          |      |    |
| :03 | 分(10) | 1  | sync[9]    | 固定同期パターンビット        | 1  | :23 | 通算日(100) | 1    | time[21] | 「世紀の通算分」 ＊29秒は予備 *19秒は46秒と同一 | 1    | :43 | DUT1   | 0  | time[3]     | 1               |          |      |    |
| :04 | —      | 0  | sync[8]    | 固定同期パターンビット        | 1  | :24 | —           | 0    | time[20] | 「世紀の通算分」 ＊29秒は予備 *19秒は46秒と同一 | 0    | :44 | —      | 0  | time[2]     | 0               |          |      |    |
| :05 | 分(1)  | 0  | sync[7]    | 固定同期パターンビット        | 0  | :25 | 通算日(10)  | 1    | time[19] | 「世紀の通算分」 ＊29秒は予備 *19秒は46秒と同一 | 0    | :45 | 年(10) | 0  | time[1]     | 1               |          |      |    |
| :06 | 分(1)  | 0  | sync[6]    | 固定同期パターンビット        | 1  | :26 | 通算日(10)  | 0    | time[18] | 「世紀の通算分」 ＊29秒は予備 *19秒は46秒と同一 | 1    | :46 | 年(10) | 0  | time[0]     | 0               |          |      |    |
| :07 | 分(1)  | 0  | sync[5]    | 固定同期パターンビット        | 1  | :27 | 通算日(10)  | 0    | time[17] | 「世紀の通算分」 ＊29秒は予備 *19秒は46秒と同一 | 0    | :47 | 年(10) | 0  | dst_ls[4]   | DST, 閏秒ビット | 0        |      |    |
| :08 | 分(1)  | 0  | sync[4]    | 固定同期パターンビット        | 0  | :28 | 通算日(10)  | 0    | time[16] | 「世紀の通算分」 ＊29秒は予備 *19秒は46秒と同一 | 0    | :48 | 年(10) | 1  | dst_ls[3]   | DST, 閏秒ビット | 0        |      |    |
| :09 | ﾏｰｶｰ   | P1 | sync[3]    | 固定同期パターンビット        | 1  | :29 | ﾏｰｶｰ        | P3   | R        | 「世紀の通算分」 ＊29秒は予備 *19秒は46秒と同一 | 0    | :49 | ﾏｰｶｰ   | P5 | notice      | DST, 閏秒ビット | 1        |      |    |
| :10 | —      | 0  | sync[2]    | 固定同期パターンビット        | 0  | :30 | 通算日(1)   | 0    | time[15] | 「世紀の通算分」 ＊29秒は予備 *19秒は46秒と同一 | 0    | :50 | 年(1)  | 0  | dst_ls[2]   | DST, 閏秒ビット | 0        |      |    |
| :11 | —      | 0  | sync[1]    | 固定同期パターンビット        | 0  | :31 | 通算日(1)   | 1    | time[14] | 「世紀の通算分」 ＊29秒は予備 *19秒は46秒と同一 | 1    | :51 | 年(1)  | 0  | dst_ls[1]   | DST, 閏秒ビット | 1        |      |    |
| :12 | 時(10) | 0  | sync[0]    | 固定同期パターンビット        | 0  | :32 | 通算日(1)   | 1    | time[13] | 「世紀の通算分」 ＊29秒は予備 *19秒は46秒と同一 | 1    | :52 | 年(1)  | 1  | dst_ls[0]   | DST, 閏秒ビット | 1        |      |    |
| :13 | 時(10) | 1  | timepar[4] | 時間パリティ （ハミング符号） | 1  | :33 | 通算日(1)   | 0    | time[12] | 「世紀の通算分」 ＊29秒は予備 *19秒は46秒と同一 | 0    | :53 | 年(1)  | 0  | dst_next[5] | 次回のDST情報   | 0        |      |    |
| :14 | —      | 0  | timepar[3] | 時間パリティ （ハミング符号） | 0  | :34 | —           | 0    | time[11] | 「世紀の通算分」 ＊29秒は予備 *19秒は46秒と同一 | 0    | :54 | —      | 0  | dst_next[4] | 次回のDST情報   | 1        |      |    |
| :15 | 時(1)  | 0  | timepar[2] | 時間パリティ （ハミング符号） | 0  | :35 | —           | 0    | time[10] | 「世紀の通算分」 ＊29秒は予備 *19秒は46秒と同一 | 0    | :55 | 閏年   | 1  | dst_next[3] | 次回のDST情報   | 1        |      |    |
| :16 | 時(1)  | 1  | timepar[1] | 時間パリティ （ハミング符号） | 1  | :36 | DUT1正負    | 1    | time[9]  | 「世紀の通算分」 ＊29秒は予備 *19秒は46秒と同一 | 1    | :56 | 閏秒   | 0  | dst_next[2] | 次回のDST情報   | 0        |      |    |
| :17 | 時(1)  | 1  | timepar[0] | 時間パリティ （ハミング符号） | 0  | :37 | DUT1正負    | 0    | time[8]  | 「世紀の通算分」 ＊29秒は予備 *19秒は46秒と同一 | 1    | :57 | DST    | 1  | dst_next[1] | 次回のDST情報   | 1        |      |    |
| :18 | 時(1)  | 1  | time[25]   |                               | 0  | :38 | DUT1正負    | 1    | time[7]  | 「世紀の通算分」 ＊29秒は予備 *19秒は46秒と同一 | 0    | :58 | DST    | 1  | dst_next[0] | 次回のDST情報   | 1        |      |    |
| :19 | ﾏｰｶｰ   | P2 | time[0]    | (同期)                        | 0  | :39 | ﾏｰｶｰ        | P4   | R        | 予備                                            | 1    | :59 | ﾏｰｶｰ   | P0 | sync[13]    |                 | 0        |      |    |

各ビットは[0]ビットを基準に桁が増えることに数字が増す。各々の情報は上位ビットから[0]ビットに向かって送信される。
位相変調タイムコードを解読すると、(20)12年7月4日の17:30から17:31(UTC) にかけて送信されたタイムコードであることがわかる:12–13。また、振幅変調タイムコードを解読すると、その年(2012年)の通算日:186 日目(=7月4日)の17:30(UTC)であることがわかる。

#### 世紀の通算分の解釈
ここでは、上記の「世紀の通算分」のビットを解読する。ここでは、『起点』を、2001年1月1日00:00(UTC)、同日の通算日を0とする。
まず、2進数で上記ビット「00011001000110001100011010」を、16進数を経て10進数に変換すると0x064631A = 6578970となる。すなわち「世紀の通算分」は6578970分となる。
これを、1400で割り日数に変換すると、『起点』から通算日4568日目の1050分(= 17×60 + 30; 17時30分) となる。
次に通算日を年数換算する。1月1日の通算日を用いて近似すると、
365×12 + 3 (= 4383) < 4568 < 365×13 + 3 (= 4748)
すなわち、2012年1月1日 < 4568 (= 4383 +185) < 2013年1月1日
となり、2012年1月1日からの通算日185日であることがわかる。振幅変調タイムコードとは異なり、1月1日が「通算日」0で表現されるため、同日の日付は2012年が閏年であることを加味して7月4日となる。

### 告知ビット
位相偏移振幅タイムコードには協定世界時を現地時間に供給するための、追加ビット（DSTビット、閏秒ビット）が存在する。
振幅変調タイムコードと同様にDSTビットおよび閏秒ビットを設けているが、「次回のDST変更情報ビット」が追加されており、DST変更の数か月前に情報が告知される。
49秒ビットが"1"の場合、NISTのホームページにWWVBからのお知らせ（停波情報など）が投稿されたことを示す。
29秒、39秒ビットは「予備」として使用されていないが、振幅変調タイムコードとは異なり、常に"0"ではない。上位の例では39秒に"1"が挿入されている。
なお、DUT1情報（上記の場合、振幅変調タイムコードでは+0.4 秒とわかる）、および閏年情報（2012年閏年）は提供されていない。DUT1は天測航法にて用いられていたが、衛星測位システムにてDUT1が使用されないため削除された。また、閏年についても上記のデータ解釈を行うことでそれを代替している。

#### DSTビットおよび、閏秒ビット
位相偏移変調タイムコードには、夏時間(DST)の実施に関するDSTビットと閏秒の実施に関する閏秒ビットが含まれるが、誤り検出目的に奇数パリティビット1ビットを追加した5ビットで組となり、運用される。
DSTビットは電波時計等が米国内で夏時間を表示できるように以下のビットが設けられている。振幅変調タイムコードと類似した条件を設けているが、振幅変調タイムコードはDST、位相偏移変調タイムコードがUTCでの表現となる。
- dst_on[0]が"1"の場合、その日の00:00 (UTC)にDSTが適用中である。
- dst_on[1]が"1"の場合、その日の24:00 (UTC)にDSTが適用される。

振幅変調タイムコードと同様に、"dst_on"ビットが異なる場合、現地時間の午前2時にDSTが変更される。
閏秒は、導入なし、1秒追加、1秒削除の3通りがある。
全体で、DST 4通り×閏秒 3通り=12通りの表現となり、このうち11通りは奇数パリティを含む情報として提供され、1ビットの誤り検出が可能となっている（値間の最小ハミング距離は2となる）。
また、16通りある奇数パリティのうち(00011)と1ビット違いで類似する5通りの奇数ビット(00001, 00010, 10011, 00111, 01011)は使用されない。(00011)は最も瀕用される『DST有効、閏秒挿入予定なし』に用いられ、わざと偶数パリティとなっている。この際には1ビットの誤り検出（最小ハミング距離3）が作動する。
以下にDSTビットおよび閏秒ビットの一覧を示す。
| DSTビット | DSTビット | DSTビット | 閏秒  | 閏秒  | 閏秒  |
| 意味      | dst_on[0] | dst_on[1] | 0     | +1    | −1    |
| --------- | --------- | --------- | ----- | ----- | ----- |
| 非実施    | 0         | 0         | 01000 | 11001 | 00100 |
| 開始      | 0         | 1         | 10110 | 11010 | 10000 |
| 実施中    | 1         | 1         | 00011 | 11111 | 01101 |
| 終了      | 1         | 0         | 10101 | 11100 | 01110 |

上記のタイムコードの例では「00011」、すなわち「DST実施中、閏秒なし」の例にあたる（この時点で最後の閏秒導入は4日前の2012年6月30日23:59:60(UTC)であった）。
閏秒の場合、60秒に当たるビットには、「固定同期パターン」を構成する59秒ビット"0"が再送信される。

#### 次回のDST情報ビット
dst_on[1] によって提供されるDST開始情報は実質24時間程度しか有効とならないため、より長期のDST変更情報を提供するため、53-58秒にDST情報ビットが6ビット分実装されている。
まず最初の3ビットで変更される日付が定義される。dst_on[1]=0の場合、3月の第1日曜日から何週後（0-7週の範囲）の日曜日に実施されるかを定義する。dst_on[1]=1の場合、11月の第1日曜日を基準に4週前から3週後の範囲にある日曜日に実施されるかを定義する。
残り2ビットで変更時間が定義される。現地時間午前1時、午前2時、午前3時を定義する。そして、この組み合わせ、4ビット目の動向によって「DST開始」、「DST実施中」、「DST終了」、「DST未実施」、予備5枠を割り当てている。
また、割り当てられた6ビットのDST変更コードは奇数パリティを持ち、相互に2のハミング距離を有する。
ただし、32通りある奇数パリティのうち、(011011)と1ビット違いで類似する6通りの奇数ビット(011010, 011001, 111011, 011111, 010011, 001011)は使用されない。
(011011)は最も瀕用される『3月第2日曜日、11月第1日曜日』に用いられ、わざと偶数パリティとなっている。この際には1ビットの誤り検出（最小ハミング距離3）が作動する。
また、5つの予備枠は、最も起こる可能性が低いDST変更ルールをコードするビットからハミング距離 1 離れた他の偶数パリティコードを用いている。
上記のコードでは、夏時間実施中のため、11月第1日曜日の午前2時に夏時間が終了することを示している。

### メッセージフレーム
タイムコードの一部（通常は10%以内の領域):5 は緊急放送を含む他のメッセージを送信する場合に供用されることがある。
詳細については具体的に決定はしていないものの、通常の固定同期パターン（59秒から開始し、00011101101000）とは異なる、代替同期パターン（59秒から開始し、01101000111010）で始まり、タイムコード内の非マーカービットにあたる、42ビットの中に非時間データが送信される。その際、19秒目に time[0] が送信され、49秒目に通知ビット"1"が送信される。これを用いて、±1 分以内の時刻であれば、受信機は同期することが可能である。
メッセージフレームは通例、複数のタイムコードにまたがることが想定される。

### 特定時間帯の6分間のタイムコードフレーム
毎時10-16分と40-46分の間、1分間のタイムコードが特殊なものになる。毎分35ビットの情報と7ビットのパリティビットを送信する通常の形式でなく、時刻とDST情報に限った7ビット情報を6分かけて送信する。これにより送信ビットあたりのエネルギーが30倍となり、標準と比較して14.8 dBに改善される:13–17。 
この6分間の合計360ビットは以下のように3パートに分かれる。
- 7ビットの線形帰還シフトレジスタによって生成された127ビットシーケンスを可変量だけ左回転し、0から123の値を生成する。
- 106ビットの固定シーケンス
- 最初に生成した127ビットシーケンスの反転（逆回転）

送信される時間情報は、1日を48分割した時間、すなわち30分ごとの時刻にDSTの状況を加えたものであり、最大で96通りの内容を含有する。さらに2×2×7=28個のタイムコードが規定され、こちらは04:10 (UTC)から10:46 (UTC)の間に送信され、間もなく実施されるDST変更に関する情報を追加した時刻情報を送信する。

## 伝搬
WWVBが用いる長波は地面に沿って伝搬しやすく、その信号経路は電離層と地面を反射することで信号強度を高める短波(WWV, WWVH)よりも伝搬距離が短く、さらに乱流が少ない。このため、WWVBはWWVやWWVHよりも高精度な信号が得られる。また、長波は夜間の場合、昼間よりもさらに遠方へ伝搬しやすいため、より広域で受信できる特性がある。そのため、多くの電波時計は受信しやすい夜間に自動的に同期するように設計されている。
アメリカ本土の大部分と、カナダ南部において1日のある時間帯において、WWVBの電界強度が少なくとも、100 μV/m以上となるようにアンテナが設計されている。熱雑音、ノイズフロアよりもはるかに強いが、人為的なノイズや機器などに由来する雑音に弱い。そのため、アンテナを他の電子機器等から離すことによってより良好な受信環境が得られる。